# Roberto Quartaroli
Pas d'image ? Cliquez ici

a Compétitions nationales et continentales officielles uniquement.

b Matchs officiels uniquement.
Dernière mise à jour le 13 juin 2025.
Roberto Quartaroli (né le 24 mars 1988 à L'Aquila, dans la région des Abruzzes, Italie) est un joueur de rugby à XV jouant au poste de centre ou d'ailier. Il représente l'équipe d'Italie entre 2009 et 2012.

## Carrière

### En club
Roberto Quartaroli met un terme à sa carrière de joueur en 2020.

### En sélection nationale
Roberto Quartaroli honore sa première cape internationale en équipe d'Italie le 14 mars 2009 contre le pays de Galles,.

## Palmarès

### En club
Néant 

### En sélection nationale
- 5 sélections en équipe d'Italie.
- Sélections par année : 3 en 2009, 2 en 2012
- Tournoi des Six Nations disputé : 2009